# جوئل اتین-کلارک
جوئل اتین-کلارک (انگلیسی: Joel Etienne-Clark؛ زادهٔ ۱۰ اکتبر ۱۹۸۶) بازیکن فوتبال اهل بریتانیا است.
از باشگاه‌هایی که در آن بازی کرده‌است می‌توان به باشگاه فوتبال دارتفورد، باشگاه فوتبال لینگفیلد، باشگاه فوتبال تیلبوری، باشگاه فوتبال گریت واکرینگ راورز، باشگاه فوتبال والتام فورست، باشگاه فوتبال چلمزفورد سیتی، باشگاه فوتبال مالدون و تیپتری، و باشگاه فوتبال لیتون اورینت اشاره کرد.
وی همچنین در تیم ملی فوتبال دومینیکا بازی کرده‌است.